# 이정준 (육상 선수)
이정준(1984년 3월 26일 - )은 대한민국의 육상 허들 선수이다.

## 경력
안양시청 소속인 이정준은 2008년 4월 타이 방콕에서 열린 타이 오픈 육상 경기 대회 남자 110m 허들에서 13초63로 대한민국 신기록을 수립하며 올림픽 B기준 기록(13초72)도 넘어서 올림픽 참가 자격을 얻었다. 그는 2008년 베이징 올림픽 남자 110m 예선 2라운드에서 13초 55로 한국 신기록을 세웠다. 준결승에는 오르지 못했지만, 1988년 서울 올림픽 이후 대한민국 선수로는 20년 만에 육상 트랙 종목에서 2차 라운드에 진출한 선수가 되었다. 2008년 9월 벌어진 2008년 대구국제육상경기대회에서 13초 53의 기록으로 2위를 차지하며 한국신기록을 재차 경신했다. 이로써 2008년 한해에만 4차례 한국신기록을 경신하며 대한민국 육상의 기대주로 부상했다. 2008년 11월 13일, 기록 향상을 위해 자메이카로 유학길에 올랐다.

## 한국 신기록
| 종목      | 기록    | 날짜        | 대회                     | 장소            | 순위 | 종전 기록      |
| --------- | ------- | ----------- | ------------------------ | --------------- | ---- | -------------- |
| 허들 110m | 13초 63 | 2008, 4, 26 | 타이 오픈 육상 경기 대회 | 타이 방콕       | 1위  | 박태경 13초 67 |
| 허들 110m | 13초 56 | 2008, 5, 17 | 동일본육상경기선수권대회 | 일본 사이타마현 | 1위  | 이정준 13초 63 |
| 허들 110m | 13초 55 | 2008, 8, 19 | 2008년 하계 올림픽       | 중국 베이징     | 18위 | 이정준 13초 56 |
| 허들 110m | 13초 53 | 2008, 9, 25 | 대구 국제 육상 경기 대회 | 대한민국 대구   | 2위  | 이정준 13초 55 |

## 기타
육상 선수 이연경과 결혼하였다.